# نوار فشنگ

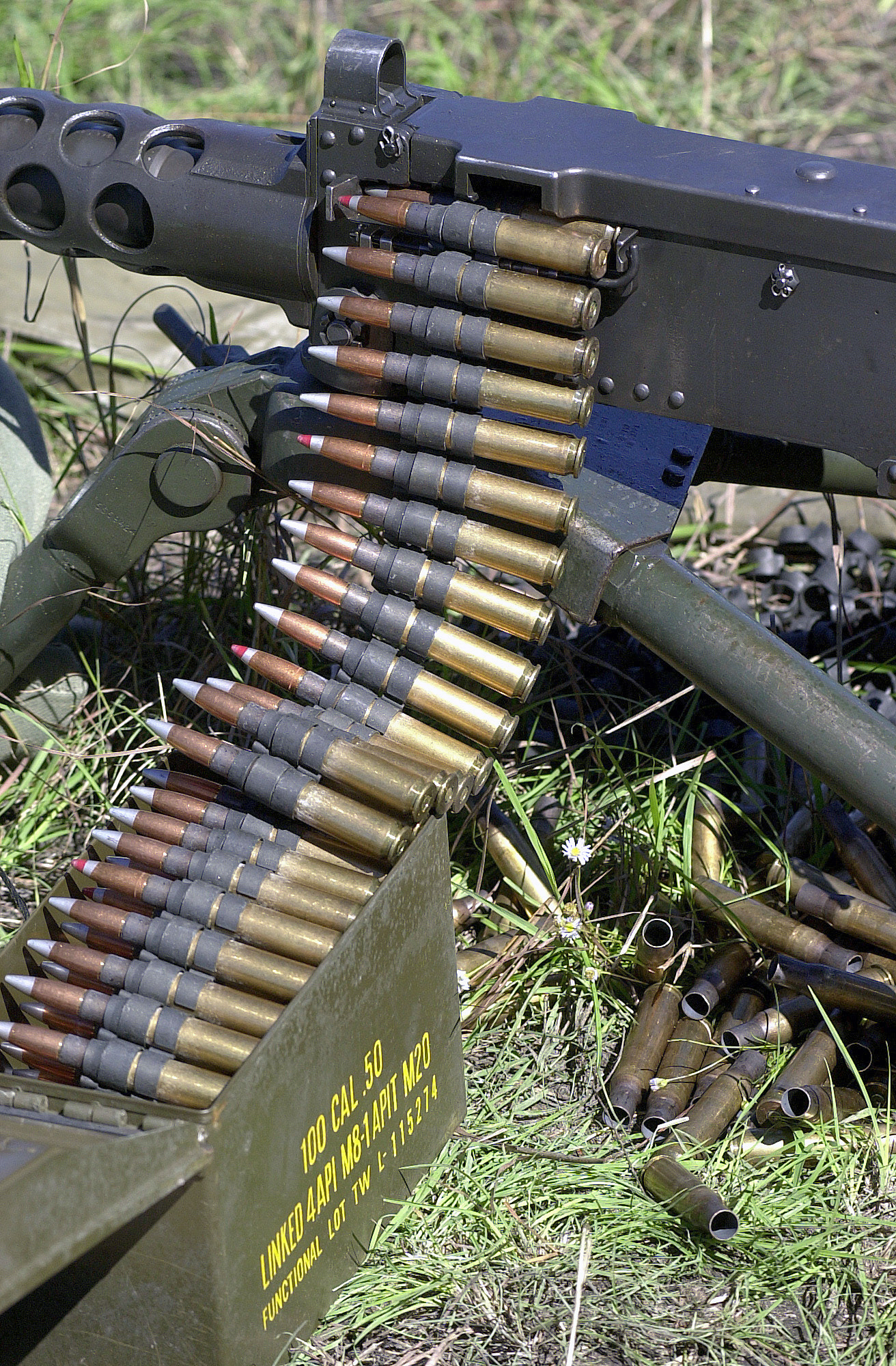
نمای نزدیک از نوار فشنگ کالیبر ۵۰ بی‌ام‌جی مسلسل سنگین ام۲ برونینگ، با فشنگ‌های ضدزره-آتش‌زا (نوک نقره‌ای) و فشنگ‌های ضدزره-آتش‌زا-رسام (نوک قرمز/نقره‌ای) به نسبت رسام چهار به یک

نوار فشنگ (انگلیسی: ammunition belt) یا قطار فشنگ یک وسیله در سلاح‌های گرم است که برای بسته‌بندی و تغذیه فشنگ‌ها، معمولاً برای جنگ‌افزارهای خودکار شلیک سریع مانند مسلسل‌ها استفاده می‌شود. سیستم‌های تغذیه‌کننده با نوار فشنگ، وزن متناسب دستگاه مهمات را نسبت به کل سیستم سلاح به حداقل می‌رسانند و سرعت بالای شلیک مداوم را بدون نیاز به تعویض مکرر خشاب امکان‌پذیر می‌سازند. ظرفیت نوار فشنگ و جعبه خشاب‌های مربوط به آن، معمولاً تابعی از وزن و حجم است و اندازه آنها با توجه به کالیبر و قابلیت حمل ترکیبی سلاح و مهمات محدود می‌شود. متداول‌ترین ظرفیت مهمات که معمولاً روی یک سیستم تسلیحاتی قابل حمل انسان حمل می‌شود، از ۵۰ تا ۳۰۰ گلوله متغیر است.